# Municipio Sucre (Falcón)
Sucre es uno de los 25 municipios que forman parte del Estado Falcón, Venezuela. Su capital es la población de La Cruz de Taratara. Tiene una superficie de 840 km² y para 2011 su población era de 5000 habitantes, es uno de los dos municipios con crecimientos positivos en el Estado Falcón, si se toma en cuenta que para 1990 su población era de 7237 habitantes. Este municipio está conformado por 2 parroquias, Pecaya y Sucre.

## Historia
Históricamente formó parte del Distrito Bolívar luego transformado en 1989 a Municipio Bolívar, pero el 15 de noviembre de 1993 se le otorgó autonomía creándose el Municipio Autónomo Sucre.

## Geografía
El municipio se localiza en la región central del Estado Falcón y presenta un paisaje predominantemente llanero, caracterizado por amplias planicies interrumpidas por depresiones fluviales y formaciones montañosas.
Hacia el oeste, el relieve está marcado por una depresión natural formada por el cauce del río Mitare, considerado el principal curso de agua del municipio, el cual desempeña un papel clave en el drenaje y la fertilidad de la zona.
En el norte, se alza la Sierra de San Luis, una cadena montañosa que define los límites naturales de la jurisdicción y aporta diversidad ecológica y climática al entorno.
En la zona sur, el terreno se eleva nuevamente con la presencia de montañas pertenecientes al sistema coriano, alcanzando altitudes de hasta 500 metros sobre el nivel del mar, lo que genera contrastes topográficos significativos dentro del municipio.

## Parroquias
1. Parroquia Sucre
2. Parroquia Pecaya

## Gobierno y política

### Alcaldes
| Período     | Alcalde                | Partido político / Alianza | % de votos | Notas |
| ----------- | ---------------------- | -------------------------- | ---------- | --- |
| 1995 - 2000 | Orlando Lugo           | AD                         | -          | Primer alcalde bajo elecciones directas (se realizaron elecciones generales adelantadas en el 2000 debido a la aprobación de la Constitución de 1999) |
| 2000 - 2004 | Pedro Morillo Graterol | COPEI                      | 44,18      | Segundo alcalde bajo elecciones directas |
| 2004 - 2006 | Pedro Morillo Graterol | COPEI                      | 37,96      | Reelecto (Revocado mediante Referéndum) |
| 2006 - 2008 | Felipe Romero          | MVR                        | -          | Alcalde interino |
| 2008 - 2013 | Felipe Romero          | PSUV                       | 57,16      | Tercer alcalde bajo elecciones directas (se postergan 1 año las elecciones municipales pautadas para finales del 2012)                                |
| 2013 - 2017 | Felipe Romero          | PSUV                       | 45,49      | Reelecto |
| 2017 - 2021 | Felipe Romero          | PSUV                       | 55,84      | Reelecto |
| 2021 - 2025 | Carlos Torrealba       | PSUV                       | 44,28      | Cuarto alcalde bajo elecciones directas |

### Concejo municipal
Período 1995 - 2000
| Concejales:    | Partido político / Alianza |
| -------------- | -------------------------- |
| Noel Jiménez   | AD                         |
| Jenny Bravo    | AD                         |
| Edgar Robertis | AD                         |
| Agustin Reyes  | COPEI                      |
| Neptaly García | COPEI                      |

Período 2013 - 2018 
| Concejales        | Partido político / Alianza |
| ----------------- | -------------------------- |
| Delwin Perozo     | PSUV                       |
| Yris Hidalgo      | PSUV                       |
| Romulo Gutiérrez  | PSUV                       |
| José Ángel Borges | PSUV                       |
| Fernando Arellano | PSOEV                      |

Período 2018 - 2021
| Concejales        | Partido político / Alianza |
| ----------------- | -------------------------- |
| Delwin Perozo     | PSUV                       |
| Alexander Madriz  | PSUV                       |
| Yemira Pineda     | PSUV                       |
| José Ángel Borges | PSUV                       |
| Argelia Álvarez   | PSUV                       |

Período 2021 - 2025
| Concejales:       | Partido político / Alianza |
| ----------------- | -------------------------- |
| Magalys Zarraga   | PSUV                       |
| Tommy Tambo       | PSUV                       |
| Maria Robertiz    | PSUV                       |
| José Angel Borges | PSUV                       |
| William Madriz    | COPEI                      |